# Ezzedin Al-Qassam
Ezzedin Abd al-Qadar ibn Mustafa ibn Yusuf ibn Muhammad al-Qassam (n. 1881 sau 19 decembrie 1882
 – d. 20 noiembrie 1935) (în arabă عز الدين بن عبد القادر بن مصطفى بن يوسف بن محمد القسام / translit. ʿIzz ad-Dīn ibn Abd al-Qāder ibn Mustafa ibn Yūsuf ibn Muhammad al-Qassām), transliterat și Ezzedeen Al-Qassam, Izzedine al Qassam, Izz Al-Din Al-Qassam sau Izz Ad-Din Al-Qassam, a fost un predicator musulman sirian, conducător al revoltelor locale împotriva regimului mandatar britanic și francez în Levant și un oponent militant al sionismului în anii 1920 și 1930.
Al-Qassam a studiat la Universitatea Al-Azhar din Cairo, în Egipt, iar ulterior a devenit un predicator musulman renascentist în orașul său natal Jableh din Siria, în perioada ultimilor ani ai regimului otoman. După întoarcerea sa în oraș, el a devenit un sprijinitor activ al rezistenței libiene față de ocupația libiană, strângând fonduri și luptători pentru a-i ajuta pe libieni și compunând un imn pentru ei. Mai târziu, Al-Qassam însuși a condus un grup de rebeli, în alianță cu Ibrahim Hananu, pentru a lupta împotriva forțelor mandatare franceze în nordul Siriei, în anii 1919–1920.
După înfrângerea rebelilor, el a imigrat în Palestina, unde a fost numit oficial al unui waqf musulman (fundație religioasă) și a devenit din ce în ce mai preocupat față de situația grea a țăranilor arabi palestinieni. În anii 1930, Al-Qassam a înființat formațiuni alcătuite din luptători locali și a lansat atacuri împotriva unor ținte britanice și evreiești. El a fost în final ucis după o urmărire declanșată de presupusul său rol în uciderea unui polițist britanic. Istoricul israelian Tom Segev l-a numit „un Iosef Trumpeldor arab”. Campania și moartea lui Al-Qassam au fost factorii care au condus la Revolta arabă din Palestina din 1936–1939.

## Moștenire
Cinci luni după moartea lui Al-Qassam, membri ai mișcării sale, cunoscuți drept „Qassamiyun”, „Qassamiți” sau Ikhwan al-Qassam („Frații lui al-Qassam”), sub conducerea lui Farhan al-Sa'di, moștenitorul spiritual al lui Al-Qassam, au ucis doi pasageri evrei dintr-un autobuz  și au împușcat trei șoferi, ucigând doi dintre ei, pe șoseaua Anabta–Tulkarem, act care a avut o contribuție majoră la izbucnirea revoltei arabe din 1936–1939. Facțiuni de gherilă rurale și urbane (fasa'il) conduse de Qassamiyun au jucat un rol semnificativ în răspândirea revoltei pe tot întinsul Palestinei. La începutul revoltei, discipolii apropiați ai lui Ezzedin al-Qassam, Farhan al-Sa'di, Abu Ibrahim al-Kabir și Attiyah Ahmad Awad, au condus fiecare fasa'il în regiunea Jenin, Galileea de Sus, respectiv Balad al-Sheikh.
Conform istoricului palestiniano-american Rashid Khalidi, Al-Qassam
„a jucat un rol crucial în desprinderea populației de politicile de compromis cu britanicii mediate de elită și în demonstrarea căii „corecte” de luptă populară armată împotriva britanicilor și sioniștilor.”
Primul prim-ministru israelian, David Ben-Gurion, a comparat gloria pe care acțiunile lui Al-Qassam au dobândi-o în anii 1930 cu faima câștigată în mediul sionist de activistul Iosef Trumpeldor, care a murit într-o luptă împotriva forțelor arabe. Rememorând acest lucru, istoricul israelian Tom Segev a argumentat că „teroriștii pe care Al-Qassam i-a condus și luptătorii mai recenți ai intifada pot fi asemănați cu teroriștii pe care i-a condus Menahem Begin”.
Deși revolta lui Ezzedin al-Qassam a fost înfrântă în vremurile sale, exemplul său a inspirat mai multe organizații militante. Funeraliile lui, la care au asistat mii de persoane, s-au transformat într-o demonstrație de masă a unității naționale. Fedainii palestineni apăruți în anii 1960 l-au considerat pe Al-Qassam drept creatorul lor. Fondatorii mișcării naționaliste palestiniene armate Fatah au intenționat inițial să-și numească gruparea „Qassamiyun”. Leila Khaled, o foarte cunoscută membră a Frontului Popular pentru Eliberarea Palestinei, a declarat la un moment dat că organizația a început „de unde a rămas Al-Qassam: generația sa a pornit revoluția, generația mea intenționează să o termine”.
Aripa militară a mișcării islamiste palestiniene armate Hamas, Brigăzile Ezzedin Al-Qassam, poartă numele său, la fel și Qassam, niște rachete cu rază scurtă de acțiune pe care gruparea le produce și utilizează.